# يوكي ناكامورا
يوكي ناكامورا (باليابانية: 中村 祐輝) (4 يونيو 1987 في شيزوكا في اليابان – )؛ هو لاعب كرة قدم ياباني سابق كان يلعب كمهاجم.

## وصلات خارجية
- يوكي ناكامورا على موقع رابطة كرة القدم اليابانية للمحترفين (اليابانية)
- يوكي ناكامورا على موقع قاعدة بيانات كرة القدم.إي يو (الإنجليزية)
- يوكي ناكامورا على موقع Soccerway.com (الإنجليزية)
- يوكي ناكامورا على موقع عالم كرة القدم.نت (الإنجليزية)